# Terence Dickinson
Terence Dickinson CM (10. listopadu 1943 – 1. února 2023) byl kanadský amatérský astronom a uznávaný astrofotograf, který žil poblíž Yarker v kanadském Ontariu. Byl autorem 14 astronomických knih pro dospělé i děti. Byl zakladatelem a bývalým redaktorem časopisu SkyNews. Dickinson byl astronomickým komentátorem pro Discovery Channel Canada a učil na St. Lawrence College. Vystupoval na takových místech jako Ontario Science Center. V roce 1994 pojmenoval výbor Mezinárodní astronomické unie pro nomenklaturu planetek asteroid 5272 Dickinson na počest jeho „schopnosti vysvětlit vesmír každodenním jazykem“.

## Životopis
Dickinson se narodil v Torontu v Ontariu 10. listopadu 1943. O astronomii se začal zajímat v pěti letech poté, co spatřil jasný meteor těsně před domem své rodiny. Když mu bylo 14, dostal jako vánoční dárek 60 mm dalekohled, první z téměř dvaceti dalekohledů, které vlastnil. V minulosti pracoval jako redaktor časopisu Astronomy (1974–1975) a instruktor planetária. V roce 1976 se stal vědeckým spisovatelem na plný úvazek. V roce 1998 obdržel Cenu Industry Canada's Michael Smith Award za veřejnou podporu vědy, v roce 1993 cenu Canadian Science Writers Association Award za první místo za psaní děl v oblasti vědy a technologie a v roce 1992 medaili Sandforda Fleminga od Královského kanadského institutu. V roce 1995 získal Dickinson Řád Kanady, což je nejvyšší civilní ocenění v zemi. Pacifická astronomická společnost mu v roce 1996 udělila cenu Klumpke-Roberts. V roce 2019 získal čestný titul doktora věd na Queen's University.
V roce 1983 vydal Dickinson NightWatch: Praktický průvodce prohlížením vesmíru. Kniha obsahuje hvězdné mapy, tabulky budoucích zatmění Slunce a Měsíce, konjunkce planet, umístění planet a další ilustrace; je to jedna z nejprodávanějších astronomických knih všech dob s více než 700 000 prodanými výtisky.  Žurnál Královské astronomické společnosti nazval NightWatch základním průvodcem pozorováním hvězd pro amatérské astronomy všech úrovní zkušeností. Dickinson mezinárodně vydal dvanáct titulů, především prostřednictvím Firefly Books.
Dickinson zemřel 1. února 2023 ve věku 79 let.

## Publikace
- NightWatch: A Practical Guide to Viewing the Universe (Praktický průvodce prohlížením vesmíru, 4. března 1983)
- The Universe and Beyond (2. října, 1986)
- Exploring the Night Sky: The Equinox Astronomy Guide for Beginners (22. února 1987)
- Exploring the Sky by Day: The Equinox Guide to Weather and the Atmosphere (10. září 1988)
- From the Big Bang to Planet X: The 50 Most-Asked Questions About the Universe... and Their Answers (Od velkého třesku k planetě X: 50 nejčastěji kladených otázek o vesmíru... a jejich odpovědi, 1. září 1993; vyprodáno)
- The Backyard Astronomer's Guide (15. ledna 1994, s Alanem Dyerem)
- Extraterrestrials: A Field Guide for Earthlings (1. října 1994; vyprodáno)
- Other Worlds: A Beginner's Guide to Planets and Moons (Jiné světy: Průvodce pro začátečníky po planetách a měsících, 5. září 1995)
- Splendors of the Universe: A Practical Guide to Photographing the Night Sky (Praktický průvodce fotografováním noční oblohy, 16. listopadu 1997, s Jackem Newtonem)
- Summer Stargazing: A Practical Guide for Recreational Astronomers (Letní hvězdářství: Praktický průvodce pro rekreační astronomy, 2. dubna 2005; vyprodáno)
- Hubble's Universe: Greatest Discoveries and Latest Images (Hubbleův vesmír: Největší objevy a nejnovější snímky, 6. září 2012)
- The Hubble Space Telescope: Our Eye on the Universe (27. září 2019, s Tracy C. Read)